# Haplochromis ishmaeli
Haplochromis ishmaeli је зракоперка из реда Perciformes и фамилије Cichlidae.

## Угроженост
Ова врста је скоро изумрла, и нису познати слободни живи примерци.

## Распрострањење
Ареал врсте је био ограничен на Кенију, Уганду и Танзанију, а данас се може наћи само у акваријумима.

## Станиште
Станиште врсте су слатководна подручја.